# Bentinck

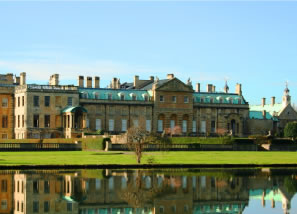
Welbeck Abbey

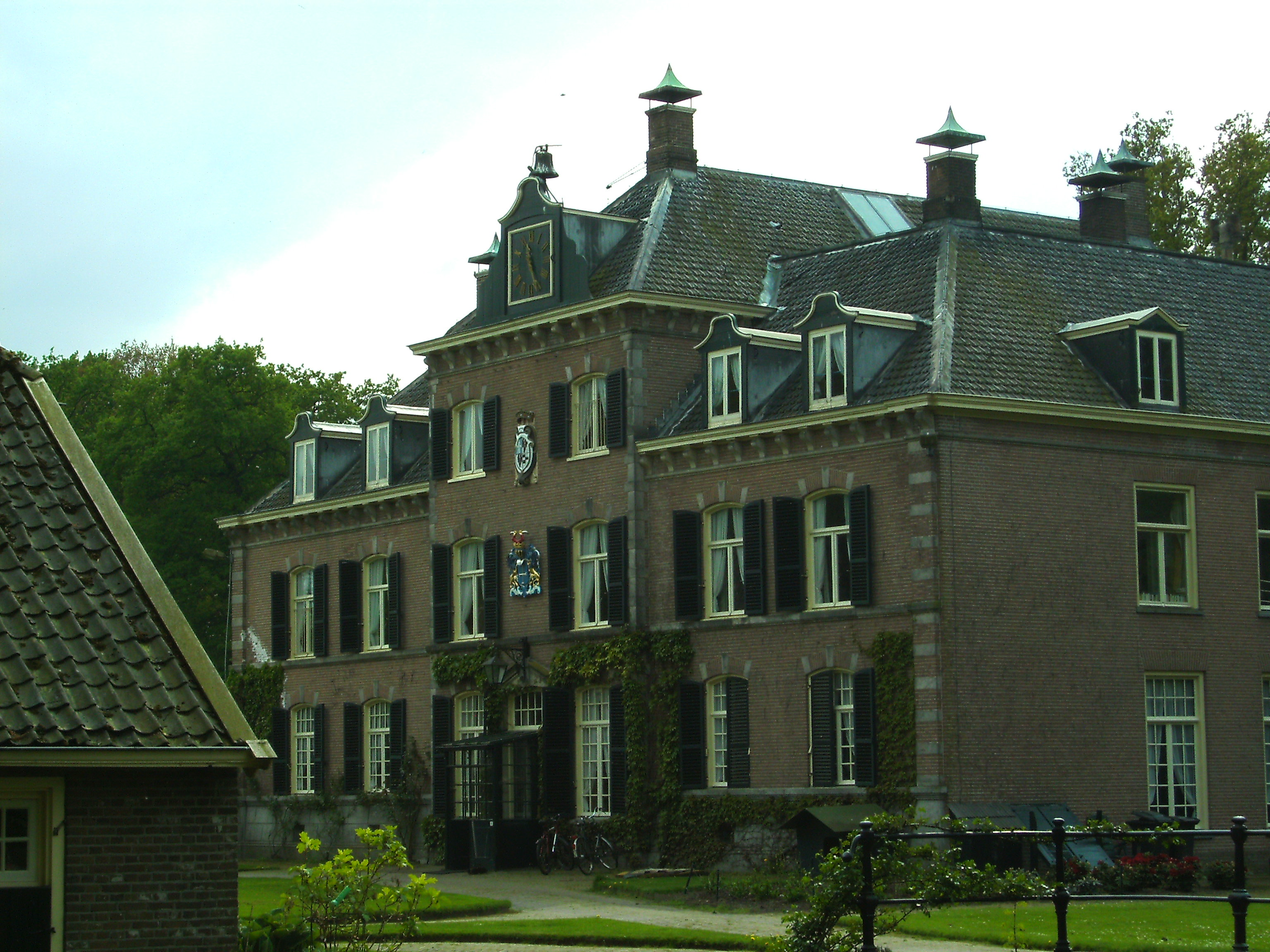
Schoonheten House

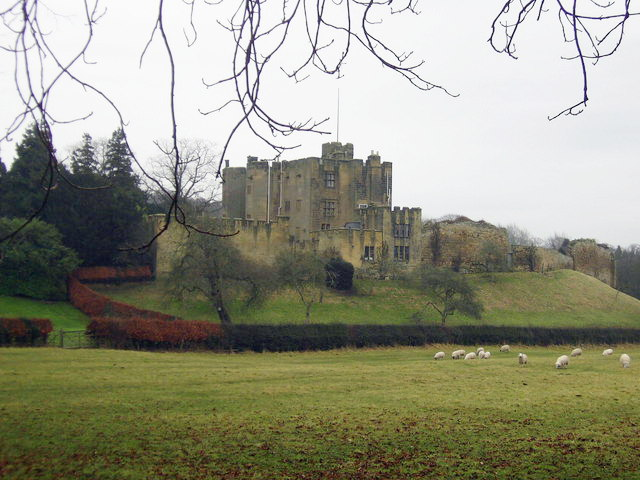
Bothal Castle

La famiglia Bentinck (anche conosciuto come Casato di Bentinck) è un'importante famiglia appartenente sia alla nobiltà olandese che a quella britannica. I suoi membri hanno prestato servizio nelle forze armate e come ambasciatori e politici, includendo il Governatore generale dell'India e Primo ministro del Regno Unito. La famiglia è imparentata con la Famiglia reale britannica.

## Storia
Il nome Bentinck è una variante patronimica del nome tedesco antico Bento. La famiglia è originaria dell'est dei Paesi Bassi. L'antenato più anziano conosciuto è Johan Bentinck, che è menzionato nei documenti tra il 1343 e il 1386 e proprietario di terre vicino Heerde. Un importante ramo fu fondato da Hans Willem Bentinck, I conte di Portland che accompagnò Willem Hendrik, Principe d'Orange in Inghilterra durante la Gloriosa rivoluzione. Questo ramo britannico fu inizialmente dato il titolo di Conte di Portland, poi di Duca di Portland. Inoltre, nel 1732, il titolo di Graf (conte) Bentinck del Sacro Romano Impero fu creato per William Bentinck, figlio del I conte di Portland. Una licenza Reale del 1886 fu creata che permetteva l'utilizzo di questo titolo anche in Inghilterra. Questo titolo continua ad essere detenuto da Tim Bentinck, XII conte di Portland ed suoi eredi. Nei Paesi Bassi sussisteva un altro ramo con il titolo di conte, ma si estinse in linea maschile. Tuttavia, fino ad oggi esiste ancora, in quel paese, un vecchio ramo baronale. I rami olandesi e britannici della famiglia continueranno ad esistere ed appartenere alla nobiltà olandese e alla nobiltà britannica.
Un ramo cadetto, generato dal conte William Bentinck (1704-1774), che si unisce con Charlotte Sophia, baronessa von Aldenburg ed unica erede della signoria sovrana tedesca di Knyphausen e Varel, acquista il titolo di conti dell'impero (1732) e ha la sovranità della libera signoria fino al 1807 e di nuovo dal 1825 fino al 1845 come stato membro della Confederazione Germanica, quando è annessa al ducato dell'Oldenburgo.

## Possedimenti
La proprietà di famiglia dal XVI secolo, Schoonheten House, è situata tra i villaggi e Heeten e Raalte nel Overijssel, Paesi Bassi. L'area contiene 5 chilometri quadrati di foreste e terreni coltivati. Oggi i Bentinck principalmente si guadagnano da vivere dalla silvicoltura, agricoltura e affittando case per le vacanze. Il ramo britannico della famiglia possiede Bothal Castle (Bothal Estates) nel Northumberland e Welbeck Abbey (Welbeck Estates), sede ancestrale dei duchi di Portland nel Notthinghamshire.

## Membri importanti
- William Bentinck, I conte di Portland (1649–1709), nobiluomo olandese ed inglese, e un amico di Re Guglielmo III
- Henry Bentinck, I duca di Portland (1682–1726), figlio del I conte di Portland, e un politico britannico e statista coloniale
- William Bentinck, I conte Bentinck (1704–1774), figlio del I conte di Portland
- William Bentinck, II duca di Portland (1709–1762), pari britannico
- John Bentinck (1737–1775), un capitano inglese, e membro della linea minore della casa di Bentinck
- William Cavendish-Bentinck, III duca di Portland (1738—1809), politico inglese e due volte Primo Ministro (1783 & 1807-9).
- Carel, Barone Bentinck (1751–1825), famoso Luogotenente Generale nell'esercito olandese
- Berend Hendrik, Barone Bentinck tot Buckhorst (1753–1830), soldato olandese e statista
- Willem Gustaaf Frederik Bentinck, II conte Bentinck  (1762–1835), a politico olandese, e figlio del I conte Bentinck
- Charles Ferdinand, conte Bentinck (1764–1811), politico olandese e statista coloniale
- Adolf Carel, Barone Bentinck van Nijenhuis (1764–1837), politico olandese
- William Bentinck (1764–1813), vice-ammiraglio nella Marina britannica
- William Bentinck, IV duca di Portland (1768–1854), politico inglese
- Lord William Bentinck (1774—1839), Governatore generale dell'India
- Arnold Adolf, Barone Bentinck van Nijenhuis (1798–1868), politico olandese, figlio di Adolf Carel, Barone Bentinck van Nijenhuis
- William Cavendish-Scott-Bentinck, V duca di Portland (1800–1879), un eccentrico aristocratico britannico che preferì vivere in isolamento
- Lord George Bentinck (1802—1848), figlio del IV Duca di Portland e politico conservatore inglese
- Charles William Frederick Cavendish-Bentinck (1817–1865), bisnonno della Regina Elisabetta II
- William Cavendish-Bentinck, VI duca di Portland (1857–1943), politico conservatore inglese
- Cecilia Cavendish-Bentinck (1862–1938), nonna materna della Regina Elisabetta II
- Ottoline Morrell nata Cavendish-Bentinck (1873–1938)
- William Cavendish-Bentinck, VII duca di Portland (1893–1977), politico conservatore inglese
- Henry Bentinck, XI conte di Portland, VII conte Bentinck (1919—1997), intellettuale non conformista britannico, interessato in materia di ambiente
- Udo Willem, Barone Bentinck (n. 1940), un noto giudice olandese
- Tim Bentinck, XII conte di Portland, VIII conte Bentinck (n. 1953), interprete di David Archer ne The Archers su BBC Radio 4 ed è doppiatore inglese e un artista e attore